# Anzygina dumbletoni
Anzygina dumbletoni är en insektsart som först beskrevs av Ghauri 1963.  Anzygina dumbletoni ingår i släktet Anzygina och familjen dvärgstritar. Inga underarter finns listade i Catalogue of Life.